# William Yorzyk

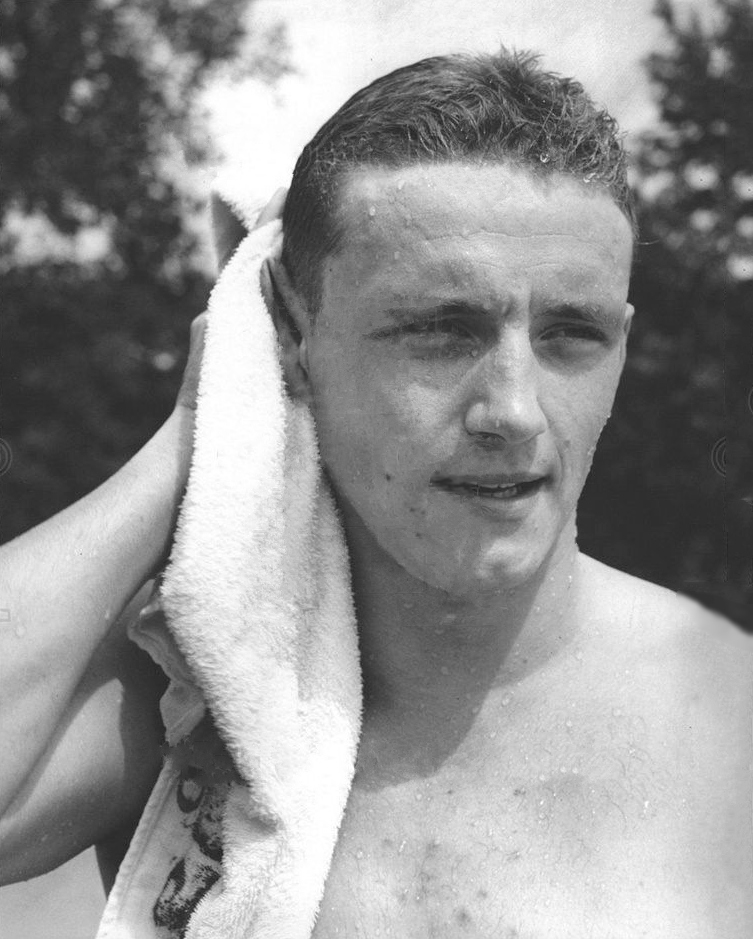
Yorzyk, 1956

William Albert Yorzyk (*  29. Mai 1933; † 2. September 2020) war ein US-amerikanischer Schwimmer.
Bei den Olympischen Sommerspielen 1956 in Melbourne wurde er Olympiasieger über 200 m Schmetterling. Er war damit der erste Goldmedaillengewinner über diese Strecke. In seiner Laufbahn stellte er insgesamt elf Weltrekorde auf. Im Jahr 1971 wurde er in die Ruhmeshalle des internationalen Schwimmsports aufgenommen.